# Essen 1995
Essen 1995 er en dansk eksperimentalfilm fra 1996 med instruktion og manuskript af Morten Meldgaard.

## Handling
En lille historie om blod, stål og tabt kærlighed.